# Copa Colsanitas 2002
Il Copa Colsanitas 2002 è stato un torneo di tennis giocato sulla terra rossa. È stata la 5ª edizione del Copa Colsanitas, che fa parte della categoria Tier III nell'ambito del WTA Tour 2002. Si è giocato al Club Campestre El Rancho di Bogotà in Colombia, dal 18 al 24 febbraio 2002.

## Campionesse

### Singolare
Fabiola Zuluaga ha battuto in finale  Katarina Srebotnik con il punteggio di 6–1, 6–4

### Doppio
Virginia Ruano Pascual /  Paola Suárez hanno battuto in finale  Tina Križan /  Katarina Srebotnik con il punteggio di 6–2, 6–1